# Маяк (Ставропольский край)
Мая́к — посёлок в Петровском районе (городском округе) Ставропольского края России.

## Географическое положение
Посёлок расположен в Предкавказье, на Прикалаусских высотах Ставропольской возвышенности, на реке Калаус.
Через населённый пункт проходит федеральная автомобильная дорога Р216 Астрахань — Ставрополь.
Расстояние до краевого центра: 83 км. Расстояние до районного центра: 21 км.

## История
Основан в 1932 году как посёлок отделения № 2 совхоза «Петровский». 
Указом Президиума Верховного Совета РСФСР от 21 сентября 1964 года посёлок Второе отделение совхоза «Петровский» переименован в посёлок Маяк.
Находился в составе муниципального образования «Сельское поселение Прикалаусский сельсовет» (упразднено 1 мая 2017 года).

## Население
| 1989 | 2002 | 2010 | 2014 | 2023 |
| ---- | ---- | ---- | ---- | ---- |
| 454  | ↘446 | ↘370 | ↗400 | ↘302 |

По данным переписи 2002 года, 83 % населения — русские.

## Связь и телекоммуникации
В 2016 году в посёлке введена в эксплуатацию точка доступа к сети Интернет (передача данных осуществляется посредством волоконно-оптической линии связи).